# Guido Pallavicini
Guido Pallavicini († 1237) (oder Pallavicino) war ein italienischer Kreuzfahrer des vierten Kreuzzuges und als erster Markgraf von Boudonitza einer der ersten lateinischen Feudalherren Griechenlands.
Guido stammte aus der adligen Familie Pallavicini aus der Region um Parma, die ihre Abstammung auf die Obertenghi zurückführte. Einer seiner Brüder war Oberto Pallavicino, ein enger Gefolgsmann des Stauferkaisers Friedrich II. und Anführer der kaisertreuen Ghibellinen in den Auseinandersetzungen mit dem lombardischen Städtebund. 
Guido Pallavicini dürfte während des vierten Kreuzzuges (1202–1204) dem lombardischen Gefolge des Markgrafen Bonifatius von Montferrat angehört haben, wenngleich er im Kreuzzugsverlauf nicht erwähnt wurde. Er wird erstmals im Herbst 1204 genannt, als er auf dem Marsch nach Griechenland von Bonifatius von Montferrat, der zum König von Thessaloniki aufgestiegen war, zum Herren von Boudonitza ernannt und dazu mit der Sicherung der strategisch wichtigen Engstelle der Thermophylen beauftragt worden war. Zusammen mit seinem Bruder Rubino wird er bei der Belagerung des Akrokorinth genannt, in dem sich der byzantinische Archon Leon Sgouros verschanzt hatte. Nach dem Tod des Bonifatius 1207 war Pallavicini wie alle anderen Lombarden auch an der Revolte gegen den Kindkönig Demetrius und dessen Mutter beteiligt. Gegen den Kaiser Heinrich verschanzte er sich mit den meisten Rebellen in der Kadmeia von Theben, musste dort aber Ende Mai 1209 vor dem Kaiser kapitulieren. Im Zuge eines allgemeinen Ausgleiches konnte Pallavicini sein Lehen behalten. Er nahm im Mai 1210 auch am zweiten Parlament von Ravennika teil, wo er das Konkordat mit der lateinisch-römischen Kirche mit unterzeichnete.
Im Jahr 1221 wird Pallavicini als bailli des Königreichs Thessaloniki genannt, welches 1224 von dem byzantinischen Despoten von Epirus, Theodoros I. Angelos, erobert wurde. Mit der Unterstützung seiner lateinischen Nachbarn und des Fürsten von Achaia konnte sich Pallavicini in Boudonitza gegen Theodoros Angelos halten. Ein Rückeroberungsversuch Thessalonikis mit der Hilfe des Markgrafen Wilhelm VI. von Montferrat scheiterte aber noch im selben Jahr. Pallavicinis Lehen stellte nun das nördlichste lateinische Feudalterritorium in Griechenland dar und nahm nun die Rolle einer klassischen Grenzmark ein. Von seinen griechischen Untertanen wurde er „Marchesopoulo“ genannt. Während nördlich und westlich die feindlich gesinnten griechisch-byzantinischen Epirus und Thessaloniki angrenzten, war es im Süden und Osten den verbündeten lateinischen Herrschaften von Athen und Euböa (Negroponte) benachbart. 
Guido Pallavicini legte sein Testament am 2. Mai 1237 nieder und starb wohl kurz darauf, als einer der letzten Ritter des vierten Kreuzzuges. Er war mit einer Dame Sybilla verheiratet, die vermutlich mit dem Herren von Athen, Guido I. de la Roche, verwandt war. Mit ihr hatte er drei Kinder:
- Ubertino Pallavicini († um 1264), Markgraf von Boudonitza
- Isabella Pallavicini († 1286), Markgräfin von Boudonitza
- Mabila Pallavicini, ⚭ Azzo VII. d’Este, Markgraf von Ferrara

## Weblink
- Die Markgrafen von Boudonitza bei fmg.ac (englisch)

## Anmerkung
1. ↑  Boudonitza war das heutige Mendenitsa, zugehörig zur Gemeinde Molos im Bezirk Fthiotida in der Verwaltungsregion Mittelgriechenland.

| Personendaten    | Personendaten                                          |
| ---------------- | ------------------------------------------------------ |
| NAME             | Guido Pallavicini                                      |
| KURZBESCHREIBUNG | Ritter des vierten Kreuzzuges, Markgraf von Boudonitza |
| GEBURTSDATUM     | 12. Jahrhundert                                        |
| STERBEDATUM      | 1237                                                   |